# P4 Radio Hele Norge
P4 Radio Hele Norge är den största rikstäckande kommersiella radiostationen i Norge. Kanalen har sitt huvudkontor i Lillehammer, med regionala kontor i Oslo, Bergen, Kristiansand och Tromsø. P4 ägs till 100 % av Viaplay Group.
Stationens främsta konkurrent är Radio Norge.